# Agondji
Agondji est un arrondissement du département du Zou au Bénin. Il s'agit d'un découpage administratif sous la juridiction de la commune de Djidja. Selon le recensement de la population réalisé par l'Institut National de la Statistique du Bénin le 15 février 2002, l'arrondissement comptait une population totale de 6 748 habitants, et était estimée à 7 574 habitants en 2006.
Agondji est composé de 6 villages dont Agblokpa, Avokanzoun, Djoho, Fonkpamè, Goutchon et Savakon.

## Administration
Sur les 95 villages et quartiers de ville que compte la commune de Djidja, l'arrondissement de Agondji en groupe 06 villages que sont: 
1. Agblokpa
2. Avokanzoun
3. Djoho
4. Fonkpamè
5. Goutchon
6. Savakon

## Histoire
L'arrondissement de  Agondji est une subdivision administrative béninoise. Dans le cadre de la décentralisation au Bénin, il devient officiellement un arrondissement de la commune de  Djidja, le 27 mai 2013, après la délibération et adoption par l'Assemblée nationale du Bénin en sa séance du 15 février 2013 de la loi No 2013-O5 du 15/02/2013 portant création, organisation, attributions et fonctionnement des unités administratives locales en République du Bénin.

## Démographie
Selon le recensement de la population de 2013 conduit par l'Institut national de la statistique et de l'analyse économique (INSAE), Agondji compte 2021 ménages avec 8 546 habitants,.
| Indicateur           | 2013 |
| -------------------- | ---- |
| Nombre de ménages    | 2021 |
| Population masculine | 4019 |
| Population féminine  | 4527 |
| Population totale    | 8546 |

La population est composée de plusieurs ethnies et groupes socioculturels. Il s'agit notamment des Fon et Adja, Yoruba, qui forment les groupes dominants. On y rencontre également quelques immigrants comme les Yoruba, Hollis ainsi que les Nagos.

## Économie
La population pour ses sources de revenus, mène des activités agricoles avec la culture de maïs, manioc, patate douce, coton, arachide ainsi que le riz grâce aux périmètres rizicoles installés dans des bas-fonds.